# Sonja Gangl
Sonja Gangl (* 1965 in Graz) ist eine österreichische bildende Künstlerin.

## Leben
Gangl besuchte die Kunstschule am Ortweinplatz in Graz. Nach der Matura studierte sie von 1984 bis 1989 an der Akademie der bildenden Künste Wien in der Meisterklasse von Markus Prachensky und von 1989 bis 1992 an der  Universität für angewandte Kunst Wien in der Meisterklasse von  Ernst Caramelle. Sie ist seit 2003 Mitglied der  Wiener Secession. 

## Werk
Sonja Gangl arbeitet mit verschiedenen Medien. In früheren Werkgruppen wie Rebeka International oder Letterboxing wählte sie die Medien Fotografie, Video und Rauminstallation. Seit 2002 wandte sie sich stärker der Zeichnung zu. Zentral sind dabei die Werkkomplexe Captured on paper_eyes und Captured on paper_The End, in denen sich Gangl „der Architektur von Filmenden widmet, die ein spezifisches Element unseres kulturellen Gedächtnisses repräsentieren.“ Dabei geht es um die Transformation von Bildinhalten vom Medium Film und Fotografie in das Medium Zeichnung. Die „großformatigen Zeichnungen setzen sich nicht expressiv, sondern konzeptuell mit anderen Medien auseinander: mit Film und Fotografie.“
Die Werkkomplexe „Captured on paper_eyes“ und „Captured on paper_The End“ wurden 2013/14 im Museum Albertina gezeigt; Gangl war damit die „erste Frau, der die Albertina eine Einzelausstellung widmet(e).“

## Auszeichnungen
- 1991 Kunstförderungspreis für bildende Kunst der Stadt Wien
- 2002 Kunstförderungspreis der Stadt Graz
- 2004 Förderungspreis des Landes Steiermark für zeitgenössische bildende Kunst
- 2005 Bauholding-Strabag Art Award
- 2008 Kunstpreis der Stadt Graz
- 2016 Preis der Stadt Wien für Bildende Kunst
- 2018 Würdigungspreis des Landes Steiermark für bildende Kunst[4]

## Ausstellungen (Auswahl)
- 2015/16 Global Still Life, Galerie Krobath, Wien
- 2015 Drawibg Now 2015, Albertina, Wien
- 2014 Wörter als Türen in Sprache, Kunst, Film, Künstlerhaus KM - Halle für Kunst & Medien, Graz
- 2013 Dancing with the End, Albertina Museum, Wien
- 2012 medien.kunst.sammeln, Kunsthaus Graz Universalmuseum Joanneum, Graz
- 2011 Albertina Contemporary Gerhard Richter bis Kiki Smith, Albertina, Wien
- 2010 Landkunst 2010, Contemporary Art & Miniature Golf, De Kienehoef, (NL)
- 2007 There is no border, there is no border, there is no border, no border, no border, no border, I wish, Galerie im Taxispalais, Innsbruck